# プロレス新伝説 DRAGON GATE
プロレス新伝説 DRAGON GATEはテレビ西日本で、不定期に放送している番組である。

## 概要
- 2009年8月までに、放送されたDRAGON GATE～龍の扉～に変わる後番組であり、2018年頃まで、博多スターレーンや、福岡国際センターの模様を大会当日に放送していた。
- 博多スターレーン閉館後は1回だけだが、アクロス福岡の模様等を放送していたが、2020年頃から、GAORAと、DRAGON GATE NETWORKが、放映権を持つ為テレビ西日本での放送は、福岡国際センターの放送のみである。

## 出演者

### 現在
司会者
- 高木晴菜 (TNCアナウンサー) (2020年～)
- 坂梨公俊 (TNCアナウンサー/実況も担当)

実況
- 大谷真宏 (TNCアナウンサー)

### 過去
- 新垣泉子 (TNCアナウンサー) (番組開始～2019年)